# Telebasis digiticollis
Telebasis digiticollis е вид водно конче от семейство Coenagrionidae. Видът не е застрашен от изчезване.

## Разпространение
Разпространен е в Белиз, Венецуела, Гватемала, Коста Рика, Мексико (Веракрус, Кинтана Ро, Колима, Оахака, Табаско и Чиапас), Никарагуа, Панама, Салвадор и Хондурас.

## Описание
Популацията на вида е стабилна.